# Martin Ndayahoze
Martin Ndayahoze (Buyumbura, Siglo XX - Buyumbura, 30 de abril de 1972) fue un oficial militar y político burundés, que se desempeñó como Ministro de Información, Ministro de Economía y Jefe Adjunto del Estado Mayor del Ejército Nacional de Burundi.
Fue el único oficial hutu que sirvió en el gobierno del presidente Michel Micombero y frecuentemente advirtió sobre los peligros de la violencia étnica. Fue asesinado durante la violencia genocida de 1972.

## Primeros años
Nació en Kamenge, una población ubicada en Buyumbura. Étnicamente hutu, asistió a una escuela técnica en Kamenge, antes de pasar a la Escuela Especial Militar de Saint-Cyr en Guer (Francia). Se casó con Rose Karambuzi, una tutsi nacida en Ruanda, el 3 de octubre de 1967, y tuvo tres hijos con ella.

## Carrera
Al finalizar sus estudios en Francia en 1965, regresó a Burundi y fue comisionado como Teniente Segundo en el Ejército Nacional de Burundi, siendo uno de los pocos hutus bien educados que sirvió en el cuerpo de oficiales del Ejército.
Tras el golpe de Estado en julio de 1966, que llevó al poder al príncipe heredero Charles Ndizeye, el nuevo primer ministro, el capitán Michel Micombero, lo nombró Ministro de Información. Fue el único oficial militar hutu al que Micombero le dio un puesto en el gobierno, y fue uno de los pocos confidentes hutus de Micombero. Tras el golpe de Estado en noviembre, que derrocó a la monarquía y estableció la República con Micombero como presidente, el 10 de diciembre de 1966 fue ascendido por decreto presidencial al rango de Capitán-Comandante, retroactivo al 1 de noviembre de 1966.
En agosto de 1968 fue nombrado Secretario General de la Unión para el Progreso Nacional (UPRONA), el partido único del régimen. A principios de septiembre de 1969, un grupo de conspiradores hutus se puso en contacto con él y le informaron de su plan de ejecutar un golpe de Estado contra el gobierno de Micombero la noche del 16 al 17 de septiembre. En lugar de ayudarlos, advirtió a Micombero y como resultado 70 personas fueron arrestadas. A partir de entonces, Micombero dependió en gran medida de él para calmar a los hutus de Burundi e impedir una revuelta de carácter étnico. Dejó el puesto de Ministro de Información en diciembre de ese año, para pasar a ser Ministro de Economía.
Conservó su puesto como Ministro de Economía hasta su destitución el 3 de marzo de 1971, cuando fue reasignado al Estado Mayor General del Ejército como Jefe Adjunto del Estado Mayor, encargado de logística. A lo largo de 1971 y 1972 escribió frecuentemente en sus informes a la presidencia sobre los peligros del empeoramiento de las relaciones étnicas en Burundi.

## Muerte
El 29 de abril de 1972, los rebeldes hutus lanzaron ataques contra los tutsis en Buyumbura y el sur de Burundi. Mientras sofocaba la rebelión, el gobierno de Burundi se embarcó en un programa de represión étnica, dirigido contras las élites hutus que quedaban en el país, incluyendo aquellos que servían en el gobierno y el ejército. Ndayahoze desapareció después de haber sido convocado a una reunión de crisis por parte del gobierno, a primera hora de la mañana del 30 de abril. Más tarde, se reveló que había sido arrestado y ejecutado, convirtiéndolo en uno de los primeros funcionarios hutus asesinados por el régimen durante su ola de represión. Los funcionarios del gobierno alegaron que durante el interrogatorio admitió haber planeado la rebelión contra el gobierno en compañía de otros hutus.
En 1987, su viuda pidió una indemnización por el asesinato de su marido y en nombre de otras familias cuyos miembros fueron víctimas de la represión de 1972. A petición del embajador de Burundi, se le prohibió la entrada a la sede de la Organización de Naciones Unidas en Nueva York (Estados Unidos). Posteriormente recopiló sus escritos y los publicó en un libro, Le commandant Martin Ndayahoze, un visionnaire.